# Monkonosaurus
Monkonosaurus lawulacus is een plantenetende ornitischische dinosauriër, behorend tot de Stegosauria, die tijdens het late Jura leefde in het gebied van het huidige Tibet.
In 1983 benoemde Zhao Xijin een Monkonosaurus op basis van resten in 1976 gevonden in de  prefectuur Chamdo. De geslachtsnaam is afgeleid van het arrondissement Markham of Monko. Zhao gaf geen beschrijving zodat de naam een nomen nudum bleef. In 1986 gaf Zhao een volledige soortnaam: Monkonosaurus lawulacus. De soortaanduiding verwijst naar de Lawushan, ofwel het Lawugebergte. Een beschrijving ontbrak echter nog steeds en werd pas gegeven door Dong Zhiming in 1990. Sommige moderne onderzoekers menen dat het taxon een nomen dubium is.
Het holotype, IVPP V 6975, is gevonden in een laag van de Luraformatie die dateert uit het late Kimmeridgien of het Tithonien. Het bestaat uit een bekken met heiligbeen, twee wervels en drie rugplaten.
Monkonosaurus heeft een lichaamslengte van ongeveer vijf meter. De darmbeenderen hebben een lengte van 905 millimeter. Het heiligbeen heeft vijf sacrale wervels.
Zhao plaatste Monkonosaurus in de Oligosacralosauroidea. Tegenwoordig wordt dit begrip niet meer gebruikt; meestal neemt men aan dat het een lid was van de Stegosauridae.